# George Washington DeLong

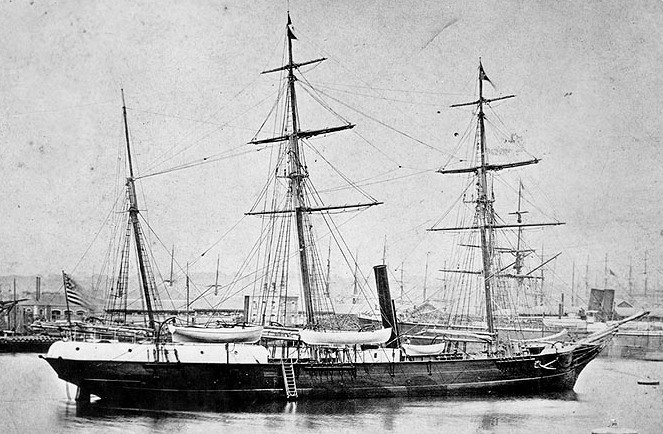
L'USS Jeannette, el vaixell amb el qual DeLong volia arribar al Pol Nord.

George Washington DeLong (22 d'agost de 1844 – 31 d'octubre de 1881) fou un oficial de la Marina dels Estats Units i un explorador polar que va morir a l'àrtic siberià.

## Biografia
Nascut a Nova York, va ser educat a l'Acadèmia Naval dels Estats Units, a Maryland.

### El viatge al Pol
James Gordon Bennett, Jr, l'amo del diari New York Herald, era un entusiasta de l'Àrtida, i havia obtingut la cooperació i l'assistència del govern en el condicionament d'una expedició al pol Nord a través de l'estret de Bering. Al març de 1878, el Congrés va autoritzar els oficials de la Marina dels Estats Units a realitzar el viatge, i el tinent DeLong, va acompanyar Bennett a Europa per seleccionar un vaixell. Van triar l'HMS Pandora, una canonera de la Royal Navy botada el 1859, que ja abans havia estat adquirida el 1875 per Sir Allan Young també per als seus viatges a l'Àrtida. El vaixell va ser rebatejat com a Jeannette i DeLong va navegar-hi des de Le Havre a San Francisco, durant l'estiu i la tardor de 1878.
A les drassanes navals d'Illa Mare, el Jeannette fou equipat amb noves calderes i equipament addicional, i el seu casc va ser reforçat massivament per tal de permetre-li de navegar a la banquisa àrtica. L'USS Jeannette havia de navegar sota les ordres de l'Armada i amb subjecció a les lleis i la disciplina naval, tot i que era de propietat privada. La tripulació constava de 30 oficials i soldats i 3 civils. El vaixell tenia el més avançat equipament científic i, a més, en cas d'arribar al Pol, entre la llista d'objectius hi figurava la realització de nombroses observacions científiques.

### El viatge a l'Àrtida
La Jeannette va sortir de San Francisco el 8 de juliol de 1879, amb la missió addicional del Secretari de la Marina de buscar una altra expedició polar desapareguda des de feia molt de temps, la del Vega. El vaixell es va dirigir cap al nord, en direcció al Norton Sound, a Alaska i va enviar la seva última comunicació a Washington, DC el 27 d'agost, des de la badia de Sant Lawrence (Sibèria), poc abans de creuar l'estret de Bering.
El vaixell va navegar a través del mar dels Txuktxis i va albirar l'illa de Herald el 4 de setembre. Poc després, va quedar atrapat a la banquisa a prop de l'illa de Wrangel. Els següents 21 mesos, la robusta Jeannette va anar a la deriva cap al nord-oest, cada vegada més a prop de la meta de DeLong, el Pol Nord. DeLong va descriure en el seu diari l'important registre científic efectuat en el viatge:
| «         | Es porta un registre complet meteorològic, es prenen sondejos, es fan observacions astronòmiques i es calculen les posicions, la depressió i declinació de les agulles és anotada i observada ... tot el que podem fer és fet el més fidelment, tan estricta i matemàticament com si estiguéssim al Pol, o si la vida de milions de persones depengués de la nostra adhesió a la rutina. | » |
| — DeLong. | |   |

Al maig de 1881 van descobrir i van donar nom a dues noves illes, illa Jeannette i illa Henrietta. Al juny, va ser descoberta i reclamada per als EUA una nova illa, illa Bennett. La nit del 12 de juny la pressió del gel finalment va començar a aixafar el Jeannette. DeLong i els seus homes van descarregar provisions i equip al gel i el vaixell es va enfonsar l'endemà al matí.

### Abandonament del vaixell i tornada per Sibèria

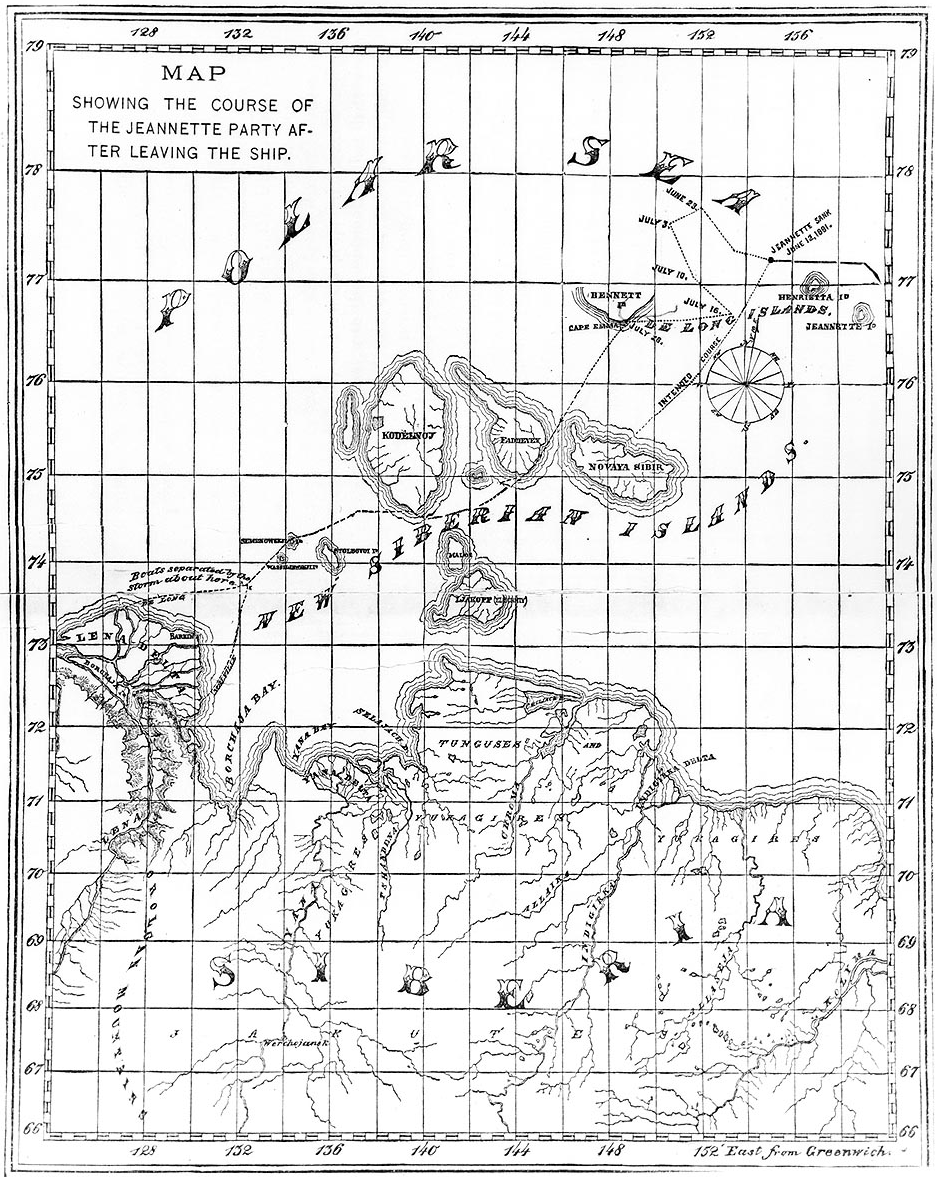
Mapa que mostra el rumb de la partida de la Jeannette després de deixar el vaixell.

L'expedició s'enfrontava a un llarg viatge a la costa siberiana, amb poques esperances fins i tot de ser després rescatats. Tanmateix, van començar a arrossegar els seus tres petits bots i subministraments en direcció al delta del riu Lena. Després d'assolir diverses illes petites al grup de Nova Sibèria i obtenir una mica de menjar i descans, van arribar aigües obertes el 12 de setembre i es van embarcar en els bots amb l'esperança d'aconseguir el continent. Enmig d'una tempesta, una de les embarcacions es va perdre i es creu que va sotsobrar i es va enfonsar, ja que va desaparèixer sense deixar rastre i mai va ser trobada. Les altres dues, al comandament de DeLong i de l'enginyer en cap George W. Melville, van sobreviure a les males condicions meteorològiques, i van arribar al delta, encara que en punts molt distants entre si.
La partida encapçalada per DeLong va començar una llarga caminada terra endins sobre els pantans, en part mig gelats del delta, tot esperant trobar assentaments natius, i un per un els homes van morir d'inanició i per les dures condicions. Finalment, DeLong va enviar els dos més forts per davant per buscar ajuda, però tot i que finalment van trobar un assentament i van tornar en el seu socors, van trobar DeLong i els seus companys morts a la tundra siberiana d'inanició, prop de Mat Vay, Iakutsk. (Vegeu: William Henry Gilder)

### Els intents de rescat de Melville
Mentrestant, l'intrèpid Melville i la seva partida havien trobat un llogaret nadiu a l'altre costat del delta i van ser rescatats. Melville llavors va partir cap a Belun, un lloc d'avançada de Rússia, on van trobar els dos supervivents del bot de DeLong i convèncer un grup de nadius per anar amb ell a la recerca del seu comandant. Van trobar afortunadament el lloc d'arribada al Lena i recuperar el diari de l' USS Jeannette i altres documents i registres importants, però van tornar a Belun el 27 de novembre sense localitzar DeLong. Conservant només dos dels membres de la seva partida, Melville va tornar al nord una vegada més, i finalment van trobar els cadàvers de DeLong i els seus dos companys el 23 de març de 1882 i van construir un gran cairn (una pila de pedres) sobre la tomba dels seus amics.
Abans de sortir de Sibèria, Melville va fer un intent de trobar les restes del tercer bot del Jeannette, tot i que la possibilitat de trobar supervivents era molt petita. Va tornar decebut a Irkutsk, la capital de Sibèria, el 5 de juliol de 1882, gairebé 3 anys des de la seva sortida de San Francisco amb el Jeannette. Els resultats de l'expedició, tant meteorològics com geogràfics, van ser importants. Melville va ser honrat amb raó per la seva valentia i tenacitat, i el nom de George Washington DeLong és considerat com un dels herois entre les files dels exploradors de la Marina. Finalment, el viatge va causar la mort de dinou membres de l'expedició, sense comptar els d'altres homes perduts durant les operacions de recerca.

## Conseqüències

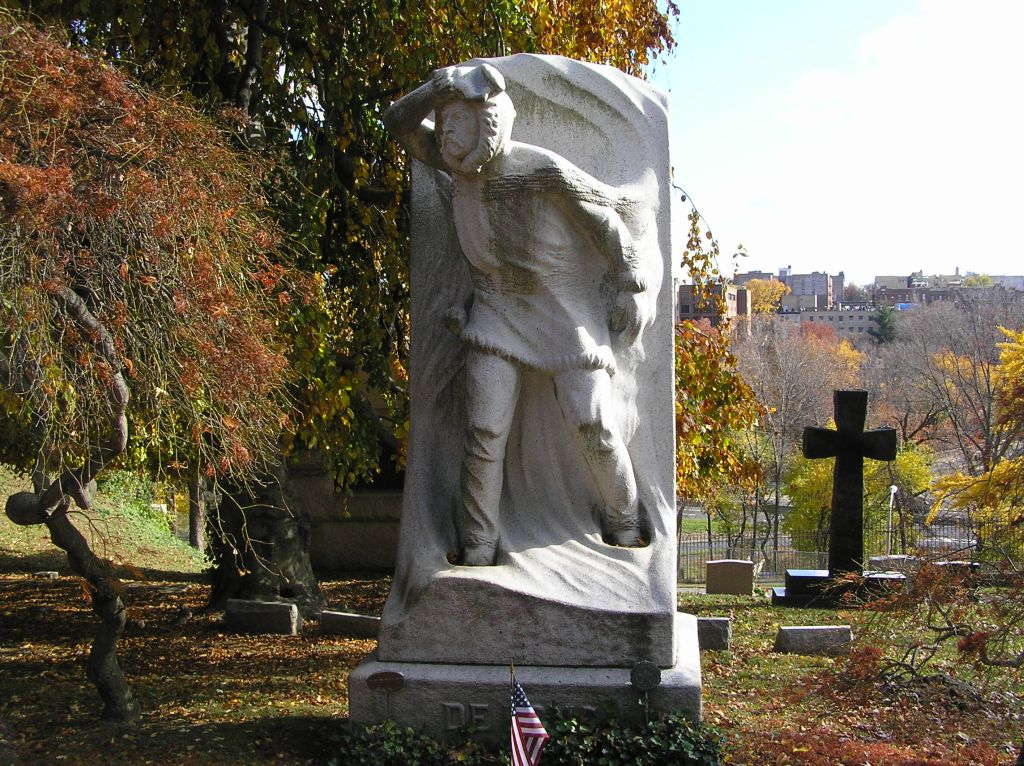
La tomba de George Washington DeLong al cementiri Woodlawn, del Bronx, a Nova York.

Es varen intentar diverses expedicions de recerca i rescat, incloses una amb el cútter USRC Thomas Corwin, i una altra amb el vapor balener USS Rodgers.
El 1890, els oficials i homes de la Marina dels Estats Units van dedicar un monument de granit i marbre a la memòria del tinent George Washington DeLong i la tripulació de l'USS Jeannette. Es va realitzar un disseny que reproduïa en granit i marbre el «cairn» siberià i va ser erigit al cementiri de a l'Acadèmia Naval d'Annapolis, sobre el riu Severn. Es van recuperar els cossos de DeLong i cinc dels seus homes, que estan enterrats al cementiri Woodlawn, del Bronx, a Nova York.
Molt de temps després del succés, algunes restes de la Jeannette van ser trobades al costat americà de l'Oceà Àrtic. Aquests restes alertaren Fridtjof Nansen i li van permetre elaborar la seva hipòtesi que el gel de l'oceà Àrtic estava en constant moviment, partint de la costa de Sibèria cap a la costa d'Amèrica. Per provar aquesta hipòtesi, Nansen va planificar i portar a terme l'expedició del Fram, que va confirmar la proposta de la deriva marina del gel a l'Àrtida.

## Reconeixements
Un subgrup de l'arxipèlag de les illes de Nova Sibèria duu el seu nom, illes De Long, que inclou les tres illes descobertes per l'expedició: illa de Bennet, illa Jeannette i illa Henriette. També porta el seu nom l'estret de De Long, un estret que separa l'illa de Wrangel de la part continental de Sibèria i que connecta el mar dels Txuktxis i el mar de Sibèria Oriental.
Dos vaixells de l'Armada dels EUA foren anomenats en honor seu USS DeLong, i igualment les muntanyes DeLong al nord-oest d'Alaska.

## Gravats de l'expedició

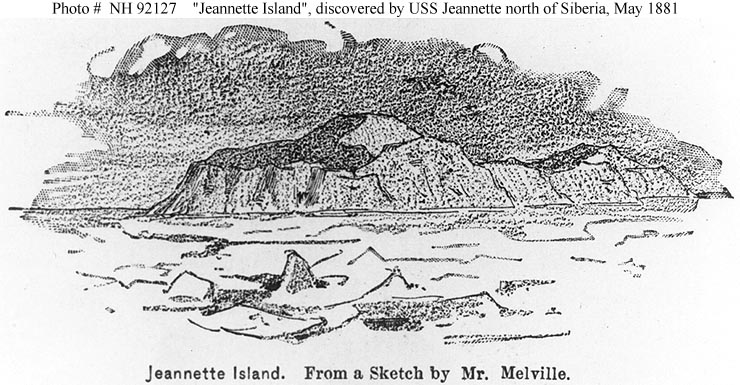
Illa Jeannette
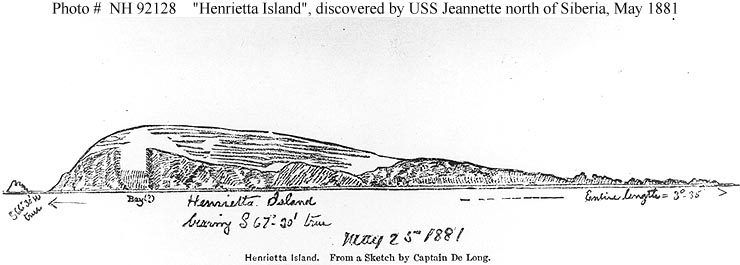
Illa Henrietta
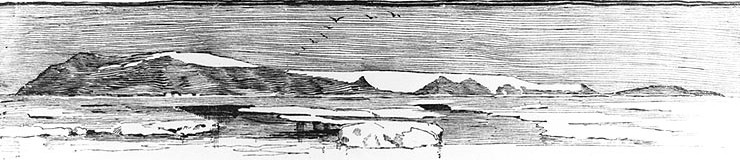
Illa Bennett